# Pamela Cunningham Copeland
Pamela Cunningham Copeland (5 de mayo de 1906 - 25 de enero de 2001) fue una horticulturista y preservacionista histórica estadounidense, conocida por su filantropía. 
Su casa y sus jardines se convirtieron en el Mt. Cuba Center, un jardín público y centro de investigación de flora Appalachian Piedmont, que fue añadido al Registro Nacional de Lugares Históricos en 2003. Copeland fue mencionada en la revista Forbes en 1985 como una de las personas más ricas en Estados Unidos, con una fortuna de $150 millones basados en participaciones en Du Pont Co.

## Primeros años
Pamela Cunningham nació el 5 de mayo de 1906, hija de Seymour Cunningham y Stephanie (Whitney) Cunningham de Forked Chimney, en Litchfield, Connecticut. Estuvo internada en la escuela en Estados Unidos, y también en Francia entre los años 1920 y 1921. En 1924 se graduó en el Knox School de Cooperstown, Nueva York. Durante varios años tomó clases de voz en la Juilliard Escuela en Nueva York, viajando nuevamente a Francia (París) en enero de 1929 para estudiar voz.

## Matrimonio
Durante su estadía en París en 1929, Cunningham conoció a Lammot du Pont Copeland, y contrajeron matrimonio el 1 de febrero de 1930. Entre 1930 a 1935 vivieron en Bridgeport, Connecticut. En 1935 se mudaron a Wilmington, Delaware. En 1935 la pareja adquirió 155 acres, el comienzo de lo que sería finalmente una propiedad de 250 acres.  En 1937 completaron la construcción de Mount Cuba, la cual se convertiría en su hogar permanente. Tuvieron tres niños, Gerret van Sweringen Copeland, Lammot du Pont Copeland, Jr., y Louisa du Pont Copeland.